# Fizika tanösvény
Az Eötvös Loránd Tudományegyetem Természettudományi Karán, a Fizikai Intézet új Tanösvényt alakított ki a Lágymányosi Tömb északi épületében. A programot elsősorban középiskolás osztályoknak ajánlja, akik a hagyományos oktatási keretek közül kilépve egy új perspektívából kaphatnak rálátást a fizika sokszínűségére. 

## A Fizika Tanösvény állomásai
A tanösvény 10 állomásból áll, melyek egy-egy különálló kísérleti laboratóriumot jelentenek. A bemutatók a fizika és a kapcsolódó tudományágak számos területét ölelik fel, így többek között a biológiai fizika, az optika, az atomfizika, az áramlások fizikája, a környezetfizika (és a környezettudomány), a meteorológia, a csillagászat, a kozmikus sugárzás, a holdkőzetek vizsgálata és a geometria (Matematikai Múzeum) témaköröket. A középiskolás diákok testközelből figyelhetik meg a berendezéseket, a mérési folyamatot, illetőleg maguk is részt vehetnek a kísérletekben, amelyekre a középiskolai tanórákon nincs lehetőség.
A következő laboratóriumok látogathatók:
- Kármán Tódor Laboratórium
- Demonstrációs Laboratórium (fizikai kísérletek bemutatása)
- Kozmikus részecskék (a kozmikus sugárzás vizsgálata)
- Tudományos vizualizáció
- Röntgenfluoreszcencia
- Fluoreszcens mikroszkóp
- Holdkőzetek vizsgálata
- Meteorológiai állomás
- Planetárium
- Matematikai Múzeum

Közülük alkalmanként 3 stációt előre kiválaszthatnak, majd megtekinthetnek (egy állomás megtekintése 40 perc). Péntekenként várják - kizárólag előzetes bejelentkezés után - az érdeklődő csoportokat: a turnusok 10 órától indulnak a kb. 120 perces programra. Esetenként ettől eltérő időpontban is várják az érdeklődőket (Tudomány Hete, Föld Napja, érettségi szünet stb.). A laborok viszonylag szűkek, ezért 12 fős csoportokra kell bontani a látogató osztályokat. 
Bejelentkezés emailben.

## Külső hivatkozások
- A Fizika tanösvény honlapja. Archiválva 2007. november 22-i dátummal a Wayback Machine-ben